# Imants Ziedonis
Imants Ziedonis (3 de maig de 1933 – 27 de febrer de 2013) fou un poeta letó que es va donar a conèixer durant l'ocupació soviètica de Letònia. És considerat el poeta més versàtil de la seva època i autor de Motocikls (1965)

## Obra publicada

### Poesia
- Zemes un sapņu smilts. R.: LVI (1961)
- Sirds dinamīts. R.: LVI (1963)
- Motocikls. R.: Liesma (1965)
- Es ieeju sevī. R.: Liesma (1968)
- Epifānijas/ pirmā grāmata. R.: Liesma (1971)
- Kā svece deg. R.: Liesma (1971)
- Epifānijas/ otrā grāmata. R.: Liesma (1974)
- Caurvējš. R.: Liesma (1975)
- Poēma par pienu. R.: Liesma (1977)
- Epifānijas/ pirmā un otrā grāmata. R.: Liesma (1978)
- Man labvēlīgā tumsā. R.: Liesma (1979)
- "Thoughtfully I Read the Smoke: Selected Poems" (parallel texts in Russian and English), Moscow: Progress Publishers (1980)
- Re, kā. R.: Liesma (1981)
- Viddivvārpa/ poēma grām. "Maize", kopā ar L. Damianu. R.: Liesma (1982)
- Flowers of Ice. Translated by Barry Callahan. Exile editions, Ltd. 1987.
- Taureņu uzbrukums. R.: Liesma (1988)
- Viegli. R.: Preses nams (1993)
- Mirkļi. Foreles. R.: Teātra Anekdotes (1993)
- Epifānijas/ trešā grāmata. R.: Preses nams (1994)
- Ceļa sentiments. R.: Nordik (2000)
- Trioletas. R.: Pētergailis (2003)

### Contes populars i infantils
- Krāsainās pasakas. R.: Liesma (1973)
- Lāču pasaka. R.: Liesma (1976)
- Blēņas un pasakas. R.: Liesma (1980)
- Kas tas ir — kolhozs? R.: Liesma (1984)
- Sākamgrāmata. R.: Liesma (1985)
- Pasaka par bizi. R.: Jumava (1997)

### Altres escrits
- Dzejnieka dienasgrāmata. R.: Liesma (1965)
- Pa putu ceļu. R.: Liesma (1967)
- Kurzemīte: 1. grāmata. R.: Liesma (1970)
- Perpendikulārā karote co-athored with Vitaly Korotiču. R.: Liesma (1972)
- Kurzemīte. Otrā grāmata. R.: Liesma (1974)
- Garainis, kas veicina vārīšanos. Raksti, runas, studijas. R.: Liesma (1976)
- Tik un tā. R.: Liesma (1985)
- Mūžības temperaments. R.: Liesma (1991)
- Tutepatās. R.: Karogs (1992)
- Ne tas kādam jāzina. R.: Pētergailis (2005)